# 全叶马兰
全叶马兰（学名：Kalimeris integrifolia）是菊科马兰属的植物。其种加词“integrifolia”意为“全缘叶的”。分布在日本、西伯利亚、俄罗斯、朝鲜以及中国大陆的浙江、黑龙江、辽宁、河北、江苏、河南、吉林、陕西、湖北、山西、山东、安徽、湖南、四川、内蒙古等地，生长于海拔500米至1,200米的地区，见于灌丛中、山坡、林缘和路旁，目前尚未由人工引种栽培。

## 别名
全叶鸡儿肠（江苏南部种子植物手册）